# Киш, Григорий Исаакович
Григорий Исаакович Киш (1900, Вышки, Вышковская волость, Динабургский уезд, Витебская губерния, ныне Вишки, Латвия — 14 апреля 1938, Бутовский полигон) — советский писатель, очеркист и фельетонист, активный работник комсомольской печати, член Союза советских писателей, входил в состав редакционной коллегии журнала «Молодая гвардия».

## Биография
Родился в еврейской семье. Получил высшее образование. Член ВКП(б) в 1919—1937 годах. Проживал в Москве на улице 12-я Сокольническая, дом 11. Был женат на Фане Эммануиловне Подлубной (1908—1978, во втором браке замужем за Семёном Тайцем), детей у них не было. Поддерживал дружеские отношения с писателем Николаем Алексеевичем Островским и Карлом Бернгардовичем Радеком.
Автор фельетонов и очерков. Согласно «Литературной энциклопедии», среди важнейших тем Киша — «участие комсомола в строительстве, мещанство в среде молодёжи, взаимоотношения между технической интеллигенцией и пролетариатом», его очерки выдержаны «в интимных товарищеских интонациях», однако перегружены деталями и выдают влияние Исаака Бабеля. А. А. Исбах в дальнейшем писал о «широком политическом диапазоне» Киша.
Был арестован органами НКВД 1 сентября 1937 года, обвинён во вредительской шпионской деятельности и передаче секретных сведений в пользу иностранной разведки, приговор вынесен Комиссией НКВД и Прокуратуры СССР 27 марта 1938 года.
Расстрелян на Бутовском полигоне НКВД под Москвой.
Реабилитирован 29 сентября 1989 года за отсутствием состава преступления.